# Graphe octaédrique
Le graphe octaédrique est, en théorie des graphes, un graphe 4-régulier possédant 6 sommets et 12 arêtes.

## Construction
Il existe cinq graphes correspondant aux squelettes des cinq solides de Platon. Le graphe octaédrique est l'un d'eux. Les quatre autres sont le graphe tétraédrique, le graphe hexaédrique, le graphe dodécaédrique et le graphe icosaédrique.
Le graphe octaédrique est également isomorphe au graphe circulant Ci6(1,2), le graphe formé de 6 sommets où, pour tout i, le i-ème sommet est adjacent aux sommets i+1 et i+2 modulo 6.

## Propriétés

### Propriétés générales
Le diamètre du graphe octaédrique, l'excentricité maximale de ses sommets, est 2, son rayon, l'excentricité minimale de ses sommets, est 2 et sa maille, la longueur de son plus court cycle, est 3. Il s'agit d'un graphe 4-sommet-connexe et d'un graphe 4-arête-connexe, c'est-à-dire qu'il est connexe et que pour le rendre déconnecté il faut le priver au minimum de 4 sommets ou de 4 arêtes.
Le graphe octaédrique est planaire. Il a la particularité de pouvoir se représenter sur un plan sans qu'aucune arête n'en croise une autre. À partir de cette représentation, il est possible de définir son graphe dual. C'est le graphe dont les sommets correspondent aux faces du graphe octaédrique et où deux sommets sont adjacents s'ils correspondent à deux faces adjacentes. Ce dual est isomorphe au graphe hexaédrique.

### Coloration
Le nombre chromatique du graphe octaédrique est 3. C'est-à-dire qu'il est possible de le colorer avec 3 couleurs de telle façon que deux sommets reliés par une arête soient toujours de couleurs différentes. Ce nombre est minimal.
L'indice chromatique du graphe octaédrique est 4. Il existe donc une 4-coloration des arêtes du graphe telle que deux arêtes incidentes à un même sommet soient toujours de couleurs différentes. Ce nombre est minimal.
Il est possible de compter les colorations distinctes d'un graphe. Cela donne une fonction dépendant du nombre de couleurs autorisé. Cette fonction est polynomiale et est qualifiée de polynôme chromatique du graphe. Ce polynôme admet pour racines tous les entiers positifs ou nuls strictement inférieurs à 3 et est de degrés 6. Il est égal à : {\displaystyle (x-2)(x-1)x(x^{3}-9x^{2}+29x-32)}.

### Propriétés algébriques
Le groupe d'automorphismes du graphe octaédrique est un groupe d'ordre 48.
Le polynôme caractéristique  de la matrice d'adjacence du graphe octaédrique est : {\displaystyle (x-4)x^{3}(x+2)^{2}}. Il n'admet que des racines entières. Le graphe octaédrique est donc un graphe intégral, un graphe dont le spectre est constitué d'entiers.